# Near Field Communication

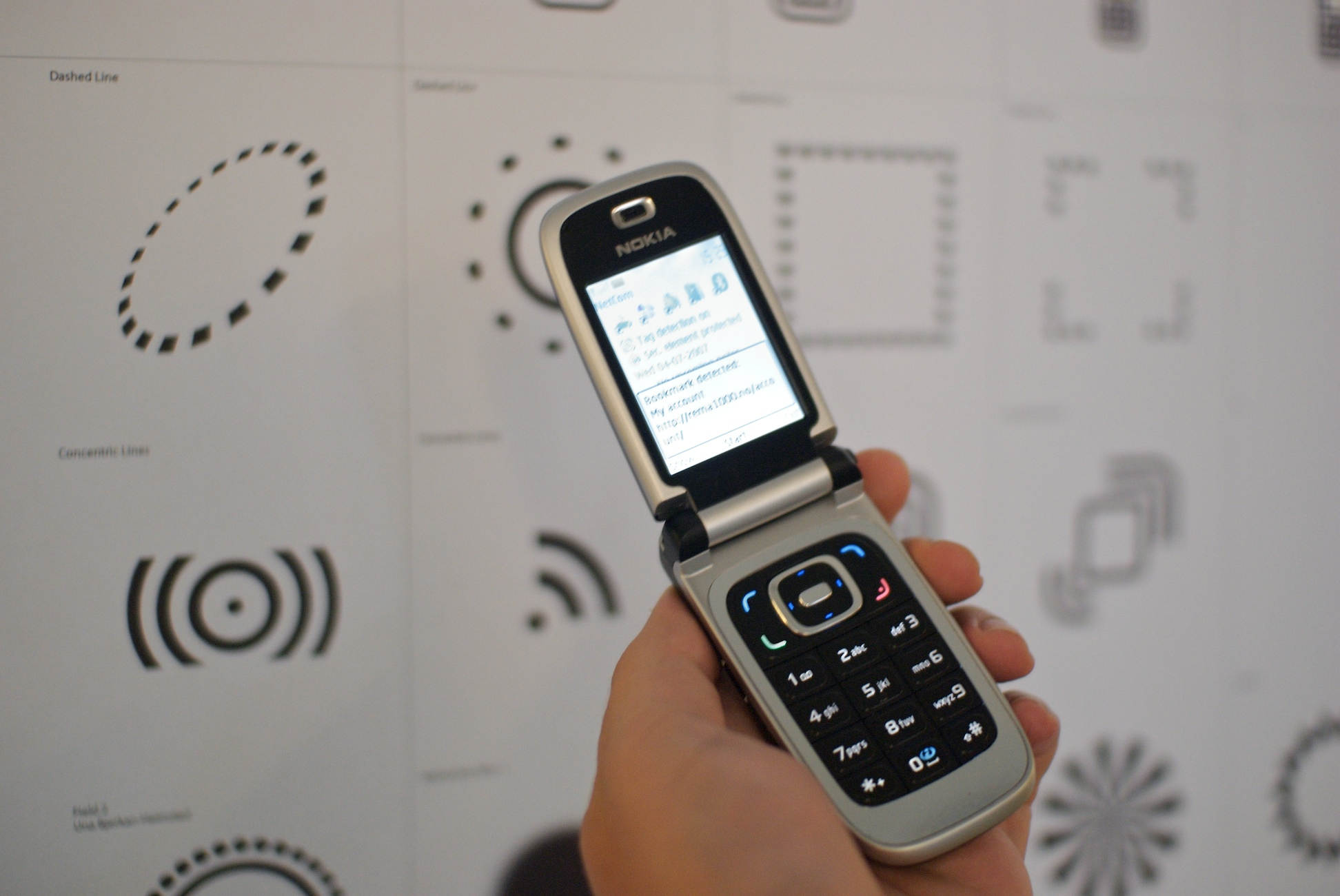
Mobilní telefon Nokia vybavený NFC technologií

Near field communication (NFC) (česky Blízkopolní komunikace) je modulární technologie rádiové bezdrátové komunikace mezi elektronickými zařízeními na velmi krátkou vzdálenost (do 4 cm) s přiblížením přístrojů. Tuto architekturu definuje sada standardů ISO. Současné a předpokládané využití této technologie je především ve výměně klíčových dat při bezkontaktních finančních transakcích a ve zjednodušené konfiguraci spojení rádiových zařízení, jako např. Wi-Fi. S využitím této technologie se počítá ve vzájemné komunikaci jak dvou aktivních přístrojů (např. příslušně vybavených mobilních telefonů), tak aktivních zařízení s pasivními zařízeními (s tzv. tagem/štítkem, pasivním nenapájeným NFC zařízením) jako čtečka s bezkontaktní platební kartou.
Technologie NFC je popisována standardy, které zahrnují několik komunikačních protokolů a formátů popisujících přenášená data. Je založena na standardech RFID zahrnující ISO/IEC 14443 a FeliCa. Tyto standardy jsou součástí normy ISO/IEC 18092 definovaném neziskovou organizací NFC Forum, jež byla založena v roce 2004 firmami Nokia, Philips a Sony. Tato organizace čítá přes 170 členů, prosazuje NFC a certifikuje zařízení na shodu s uvedenou normou.

## Případy užití
Technologie NFC umožňuje také oboucestnou komunikaci mezi koncovými zařízeními. Předchozí systémy postavené na pouhém čtení bezkontaktních čipů RFID umožňovaly pouze jednocestnou komunikaci. Nenapájené NFC „tagy“ (bezkontaktní platební karty a identifikační prvky, zvané "čipy", např. pro kontrolu vstupu) mohou být čtené i aktivními NFC zařízeními, takže systém NFC může postupně nahradit tyto jednostranné systémy a také souběžný provoz.
Hlavní výhoda oproti dosavadní bezkontaktní identifikaci, zejména pomocí RFID (platební karty, kontroly vstupu, ochrana navázání komunikace) spočívá v
- odstranění nutnosti zvláštních identifikačních prvků, jako karty, klíčenky a podobně, které může nahradit jediný, společný,
- propojení s komunikací bezdrátovými systémy na delší vzdálenost, jako GSM (a navazující standardy digitální komunikace), Wi-Fi a Bluetooth.

### Platební systémy
Pro platební systémy využívající debetní či kreditní karty a čipové karty (tzv. Smartcards) může znamenat použití technologie NFC alternativu či kompletní náhradu. Pro příklad můžeme uvést Google Wallet, který umožňuje zákazníkům uložit si informace o platební kartě resp. perspektivně o více platebních kartách. Poté při jakékoli platbě u terminálu MasterCard PayPass mohou využít svůj mobilní telefon podporující NFC pro platební transakce. Německo, Rakousko a Itálie již vyzkoušely a zavedly NFC jako způsob prodeje jízdenek pro veřejnou dopravu. Čína již běžně využívá NFC v autobusech veřejné dopravy a Indie zavádí pokladny podporující NFC transakce.

### Kontakty lidí s bluetooth a Wi-Fi připojení
Další možností využití technologie NFC jsou situace, při níž se setkávají skupiny lidí. V těchto situacích může technologie NFC zjednodušit sdílení kontaktů, fotografií, videí nebo souborů.
Díky velmi jednoduché a rychlé konfiguraci NFC, byť o nízkých přenosových rychlostech, může být využito k navázání a konfiguraci ostatních, složitějších bezdrátových připojení, jako je párování zařízení pro připojení Bluetooth, kdy se pro párování užije technologie NFC, zatímco pro přenos dat bude následně použita technologie Bluetooth. Podobně lze nakonfigurovat připojení Wi-Fi, ačkoliv pro tyto případy existuje technologie Wi-Fi Protected Setup, která rovněž umožňuje velmi jednoduchou konfiguraci Wi-Fi připojení.

### Identifikace
NFC Forum má zájem o to, aby se potenciální NFC zařízení užívala jako elektronické identifikační karty a klíčenky, běžně nazývané „čip“, dosud používané pro kontrolu vstupu. Vzhledem k tomu, že NFC podporuje šifrování, je její použití výhodnější než méně zabezpečené systémy RFID.

## Historie
Počátky technologie NFC se datují do doby vzniku technologie RFID. RFID umožňuje čtečce, aby vysílala rádiové vlny k pasivnímu, elektronickému tagu, pro identifikaci, autentizaci a sledování.
- 1983 – první patent byl asociován se zkratkou RFID, který byl přidělen Charlesu Waltonovi.
- 2004 – firmy Nokia, Philips a Sony založily neziskovou organizaci NFC Forum [13]
- 2006 – Byly vytvořeny počáteční specifikace pro NFC tagy.[14]
- 2006 – Byly vytvořeny specifikace k záznamům „SmartPoster“.[15]
- 2006 – Prvním telefonem podporujícím NFC byla Nokia 6131.[16]
- 2009 – V lednu roku 2009 byly NFC fórem vytvořeny standardy pro přenos kontaktů, URL, iniciaci Bluetooth a další.[17]
- 2010 – Samsung Nexus S: prezentován první Android telefon podporující NFC [18][19]
- 2011 – Relace „How to NFC“ na Google I/O demonstruje NFC k zahajování her a sdílení kontaktů, URL, aplikací, videí atd.[20]
- 2011 – Podpora NFC se stává součástí operačního systému Symbian ve verzi Symbian Anna.[21]
- 2011 – RIM 2011 je první firmou, jejíž zařízení jsou firmou MasterCard WorldWide certifikovány pro funkci MasterCard Paypass.[22]
- 2012 – V březnu roku 2012 řetězec britských restaurací EAT a firma Everything Everywhere (partner mobilního operátora Orange Mobile) vytvořili první celonárodní kampaň k NFC ve Velké Británii pomocí SmartPosterů.
- 2012 – Sony uvádí „Smart Tags“, které používají technologii NFC pro změnu režimů a profilů na smartphonech Sony.[23] Tato technologie byla již použita u zařízení Sony Xperia P, vydaném v tomto roce.
- 2013 – Samsung a Visa oznámili partnerství pro rozvoj plateb mobilním telefonem.
- 2013 – Vědci z IBM v Curychu ve snaze zamezit podvodům a narušení bezpečnosti přichází s novou technologií mobilní autentizace založené na technologii NFC.
- 2014 – Apple představil Apple Pay pro placení plateb mobilním telefonem na základě technologie NFC na jejich nových zařízeních iPhone 6 a iPhone 6+.
- září 2015 – Google představil Android Pay, konkurenta ke službě Apple Pay. Zavedení služby začalo v USA.[24]
- listopad 2015 – Společnost Swatch a Visa Inc. oznámily partnerství, jehož cílem je umožnit finanční transakce pomocí náramkových hodinek „Swatch Bellamy“ s využitím NFC. [25]
- leden 2019 - Evropský parlament a Rada Evropské unie připravili nařízení 2019/1157 o posílení zabezpečení průkazů totožnosti, podle kterého musí všechny nové občanské průkazy obsahovat čip s biometrickými údaji s podporou bezkontaktní dostupnosti. Tento krok nastartoval širší přijetí NFC v rámci identifikačních a bezpečnostních systémů.[26]
- červen 2023 - NFC Forum zveřejnilo plán technologického rozvoje NFC až do roku 2028, který zahrnuje zvýšení dosahu a rychlosti přenosu, podporu vyšší úrovně zabezpečení a nové možnosti interakce, například u automobilů a chytrých domácností. [27]

## Technické specifikace
NFC je sada bezdrátových technologií krátkého dosahu, pracující obvykle na vzdálenostech do 4 cm. Na nejnižší vrstvě je NFC definováno skupinou standardů bezkontaktních karet, mezi které patří standardy bezkontaktních čipových karet ISO/IEC 14443, JIS X 6319 pod názvem FeliCa a ISO/IEC 15693. První dva zmíněné standardy (ISO/IEC 14443 a JIS X 6319) operují na frekvenci 13,56 MHz na ISO/IEC rádiovém rozhraní a s obvyklými přenosovými rychlostmi od 106 kbit/s do 424 kbit/s. Výjimkou je standard ISO/IEC 15693, jehož použitelná vzdálenost dosahuje oproti dvěma předchozím standardům vzdálenostem výrazně větším, a to až do vzdálenosti 1,5 metru. S touto vzdáleností však musíme počítat s razantním poklesem přenosových rychlostí, jedná se o rychlosti do 26 kbit/s. Rozšíření standardu pro potřeby technologie NFC je specifikováno pomocí standardů NFCIP, které rozšiřují standard ISO/IEC 14443 o další technické specifikace, jenž definuje komunikaci mezi dvěma NFC zařízeními, a je znám jako ISO/IEC 18092.

### Fyzická a linková vrstva NFC

#### ISO/IEC 14443
Bezkontaktní čipové karty, na nichž je založena technologie NFC, jsou popsány standardem ISO/IEC 14443. Veškeré NFC transakce, jako jsou libovolné přenosy dat mezi účastníky přenosu, jsou realizovány pomocí přenosu energie skrze elektromagnetickou indukci mezi dvěma smyčkovými anténami čipové karty a NFC čtečky (mezi stěžejní komponenty NFC čtečky patří mikrokontrolér a magnetická smyčková anténa pracující na frekvenci 13,56 MHz). V rámci tohoto standardu se běžně užívají pojmy PICC (Proximity Integrated Circuit Card) a PCD (Proximity Coupling Device), které představují zmíněné komponenty v rámci NFC transakce, a to PICC ve formě čipové karty (obsahující čip a smyčkovou anténu) a PCD ve formě NFC čtečky. Společně se standardem ISO/IEC 14443 existují i některé vzájemně kompatibilní standardy, z nichž nejznámější jsou MIFARE, Calypso a FeliCa.
Čipové karty, které se pro tyto podmínky používají, mohou nabývat rozměrů definovanými standardem pro rozměry identifikačních karet a jejich fyzickým vlastnostem, standardem ISO/IEC 7810, jehož nejpoužívanějším rozměrem je formát ID-1. Rozměry tohoto formátu používá většina identifikačních a platebních karet.
Standard ISO/IEC 14443, na němž staví bezkontaktní karty, definuje především základní elementy v komunikaci, základní požadavky, fyzické vlastnosti, maximální vysílací výkony a protokoly pro iniciaci komunikace, antikolizní protokoly a přenosové protokoly. Základní shrnutí tohoto standardu je v níže uvedené tabulce, která popisuje jednotlivé části tohoto standardu.
| Část standardu                                                   | Popis standardu |
| ---------------------------------------------------------------- | --- |
| Část 1 - Fyzikální charakteristiky bezkontaktních čipových karet | Definuje fyzikální charakteristiky bezkontaktních čipových karet a jejich požadavky na ně. |
| Část 2 - Vysílací výkony a signálové rozhraní                    | Definuje vysílací výkony, způsob napájení čipu z radiofrekvenčního magnetického pole, signalizační rozhraní, jejich signalizační schémata a typy modulací k oběma typům PICC (pro oba směry komunikace, a to jak pro aktivní a pasivní typ PICC) |
| Část 3 - Inicializační a antikolizní protokoly                   | Definuje inicializační a antikolizní protokoly pro oba typy PICC, společně s antikolizními příkazy, odpověďmi, datovými rámci a časováním. |
| Část 4 - Protokoly pro přenos                                    | Určuje, které protokoly jsou určeny pro vysokoúrovňový přenos dat. Všechny tyto protokoly v rámci této části standardu jsou volitelné. |

Standard ISO/IEC 14443 definuje dva typy komunikačních rozhraní, a to typ A a typ B. Jako dodatek k nim existuje rozhraní typu F z Japonského standardu JIS X 6319.
Rozhraní typu A používá ve směru čtečky (PCD) ke kartě (PICC) ASK modulaci se 100% hloubkou, jehož data jsou zakódována pomocí modifikovaného Millerova kódování. V opačném směru komunikace se používá OOK modulace s daty zakódovanými pomocí Manchester kódování. V tomto typu rozhraní se pole vypíná po dobu krátkých intervalů, kdy čtečka přenáší data.
Rozhraní typu B používá ve směru čtečky (PCD) ke kartě (PICC) ASK modulaci s 10% hloubkou, jehož data jsou zakódována pomocí kódování NRZ-L. Komunikace v opačném směru používá BPSK modulaci s daty zakódovanými pomocí NRZ-L.

#### NFCIP
Rozšířením standardu ISO/IEC 14443 je standard NFCIP-1, který z něj vychází, ale rovněž jej rozšiřuje o komunikační režimy zařízení, transportní protokoly a protokoly pro přenos dat. Komunikační režimy jsou rozděleny na pasivní a aktivní režim. Tento standard je podmnožinou skupiny standardů NFCIP, do kterého rovněž patří i standard NFCIP-2.
V pasivním komunikačním režimu zařízení iniciující komunikaci poskytuje nosné pole, které je cílovým zařízením modulováno (čímž tímto odpovídá iniciátorovi komunikace). V tomto režimu může cílové zařízení získat energii z elektromagnetického pole iniciujícího zařízení, což pak činí z cílového zařízení, tzv. transpondér. V aktivním komunikačním režimu iniciátor a cílové zařízení komunikují alternativně mezi sebou generováním vlastních magnetických polí. Zařízení deaktivuje své pole zatímco čeká na data. V tomto režimu jsou obě zařízení napájena vlastními zdroji.
Komunikace skrze radiofrekvenční rozhraní v aktivním a pasivním režimu musí definovat modulační schémata a přenosové rychlosti. Dodatečně lze také zahrnout počátek komunikace, její konec, bitovou reprezentaci, detekci rámců a detekci chyb, detekci zařízení, výběr parametrů a protokolů, výměnu dat a deselekci NFCIP-1 zařízení.
Všechna zařízení podporující NFCIP-1 musí operovat na přenosových rychlostech 106, 212 nebo 424 kbit/s. Mezi těmito rychlostmi se zařízení mohou přepínat či si stávající rychlost ponechat. V rámci jedné transakce od iniciátora akce k cíli není zapotřebí, aby přenosová rychlost byla fixní. Změna rychlosti v rámci jedné transakce je jednoduše realizovatelná pomocí změny parametru procedury. Na rozdíl od rychlosti však nelze měnit režim v rámci jedné transakce (z aktivního na pasivní nebo naopak).
NFCIP-2 je rozšířením standardu NFCIP-1, který je specifikován ve standardech ISO/IEC 21481, ECMA 352 a ETSI TS 102 312. Tento standard specifikuje mechanismy výběru správného komunikačního režimu a je navržen tak, aby nenarušoval jakoukoliv implementaci komunikace na frekvenci 13,56 MHz, tj. je navržen s ohledem na existující bezkontaktní implementace postavené na RFID. Zařízení, které implementuje tento standard, musí rovněž implementovat funkce zařízení definovaných ve všech zmíněných standardech - a to funkce všech druhů zařízení blízkých a z blízkého okolí (standardy ISO/IEC 14443 a ISO/IEC 15936). Tímto se zaručí zpětná kompatibilita všech zařízení s již existujícími bezkontaktními systémy.

### Klasifikace zařízení
Vzhledem k široké škále standardů definujících technologii NFC je nutné rozlišit zařízení v závislosti na klíčových parametrech.
Prvním parametrem, na jehož základě dělíme typy zařízení, jsou napájecí požadavky:
- Zařízení s vlastním napájením označujeme jako aktivní zařízení.
- Zařízení bez vlastního napájení označujeme jako pasivní zařízení. Tato zařízení jsou v komunikaci napájena aktivním zařízením.

Druhým parametrem, na jehož základě dělíme typy zařízení, je rozlišení účastníků komunikace na:
- iniciátora komunikace, který potřebuje vlastní napájení pro iniciaci komunikace. Pasivní zařízení se nemůže stát iniciátorem.
- cíl komunikace. Tato zařízení mohou být pasivní i aktivní (v závislosti na použitém režimu přenosu).

### Režimy přenosu

#### Reader/Writer režim
Specifickými režimy pro čtení či zápis dat NFC čteček z tagů jsou režimy reader/writer. Tyto režimy vyhovují rádiovému rozhraní standardů ISO/IEC 14443 typu A, B a schémat FeliCa. V tomto režimu není vyžadována vysoká bezpečnost vzhledem k povaze komunikace, tj. není zde zapotřebí mít bezpečné, zašifrované úložiště dat, tzv. Secure element. Celý proces komunikace spočívá pouze v zápisu nebo čtení dat z/do pasivního čipu, tzv. NFC tagu. NFC tag je v obou případech napájen elektromagnetickým polem iniciátora. Maximální přenosová rychlost v režimu pro zápis je 106 kbit/s.
Příkazy a instrukce k řízení tagů NFC zařízeními jsou realizovány pomocí datového formátu NDEF a parametrů RTD k definici obsahu NDEF záznamů. Použití datového formátu NDEF však není pro aplikace vyžadováno.

#### Peer-to-peer režim
Rozhraní komunikačního peer-to-peer režimu, který umožňuje obousměrnou komunikaci mezi NFC zařízeními, je definováno v rámci standardu NFCIP-1. Tento režim je určen především pro vzájemnou výměnu dat, kontaktů či textových zpráv. U tohoto režimu se předpokládá, že veškerá zařízení budou v aktivním režimu během komunikace. Maximální přenosové rychlosti dosahují 424 kbit/s, komunikace mezi zařízeními probíhá v half-duplexním kanálu.
Standard NFCIP-1 poskytuje na základní funkce linkové vrstvy, jako opravy chyb, potvrzování rámců, jejich řazení a další vlastnosti. LLCP protokol rozšiřuje základní funkcionalitu standardu NFCIP-1 o další důležité služby - spojově orientovaný transport rámců, nespojově orientovaný transport (nepotvrzovaný), řízení stavu linky, asynchronní vyvažovanou komunikaci a multiplexaci protokolů.

#### Card emulation režim
Režim card emulation umožňuje mobilním telefonům (nebo jiným NFC zařízením) chovat se jako NFC čipová karta. Mobilní telefon (nebo jiné NFC aktivní zařízení) se v tomto případě chová jako pasivní NFC čip standardu ISO/IEC 14443. Jakmile dojde ke kontaktu NFC čtečky s tímto čipem v telefonu, tak komunikaci iniciuje NFC čtečka. Jako běžný případ užití je v tomto případě chování telefonu jako sms jízdenka, vstupenka nebo libovolná forma autentizačního faktoru ve formě pasivního čipu.

### NFC tagy
NFC tagy obsahují data a jsou typicky pouze pro čtení, mohou být ale i přepisovatelnými. Jejich výrobci je mohou šifrovat, nebo používat specifikace poskytnuté NFC fórem. Tagy mohou být bezpečným úložištěm soukromých dat, jako jsou informace o debetních a kreditních kartách, PIN kódy, kontakty a další typy důvěrných dat. Vhodným použitím NFC tagů je také NFC smartposters. NFC forum definuje 4 typy tagů, které poskytují různé přenosové rychlosti a schopnosti ve vztahu k jejich konfigurovatelnosti, bezpečnosti, velikosti paměti a kvalitě čipu proti zápisům.
Níže uvedená tabulka uvádí obecný přehled jednotlivých typů tagů.
|                       | Typ 1                              | Typ 2              | Typ 3           | Typ 4                  |
| Založeno na standardu | ISO 14443A                         | ISO 14443A         | FeliCa          | ISO 14443A, ISO 14443B |
| Název čipu            | Topaz                              | MIFARE             | FeliCa          | DESFire, SmartMX-JCOP  |
| Velikost paměti       | do 1 kB                            | do 2 kB[zdroj?]    | do 1 MB         | do 64 kB               |
| Přenosová rychlost    | 106 kbit/s                         | 106 kbit/s[zdroj?] | 212 kbit/s      | 424 kbit/s             |
| Cena                  | nízká                              | nízká              | vysoká          | průměrná až vysoká     |
| Poskytované výrobci   | Innovision Research and Technology | Philips/NXP        | Sony            | různí výrobci          |
| Případy užití         | Jednoúčelové tagy                  | Jednoúčelové tagy  | Flexibilní tagy | Flexibilní tagy        |

### Kapacity bezkontaktních čipů
Paměťové kapacity běžně dostupných bezkontaktních čipů.
- [MIFARE Ultralight - 46 bajtů]
- [ICODE SLI / ICODE SLIX - 106 bajtů]
- [NTAG203 - 137 bajtů]
- [MIFARE Ultralight C - 137 bajtů]
- [ICODE SLI-S / ICODE SLIX-S - 154 bajtů]
- [MIFARE Classic 1k - 716 bajtů]
- [MIFARE DESFire EV1 2k - 2046 bajtů]
- [MIFARE Classic 4k - 3356 bajtů]
- [MIFARE DESFire EV1 4k - 4094 bajtů]
- [MIFARE DESFire EV1 8k - 7678 bajtů]

## Specifikace NFC a Bluetooth
|                               | NFC                | Bluetooth V2.1     | Bluetooth V4.0 (nízká spotřeba) |
| Kompatibilita s pasivním RFID | ano (ISO 18000-3)  | ne (pouze aktivně) | ne (pouze aktivně)              |
| Tvůrce standardu              | ISO/IEC            | Bluetooth SIG      | Bluetooth SIG                   |
| Norma                         | ISO 13157          | IEEE 802.15.1      | IEEE 802.15.1                   |
| Typ sítě                      | Point-to-point P2P | WPAN               | WPAN                            |
| Kryptografie                  | ne s RFID          | možná              | možná                           |
| Dosah                         | < 0,2 m            | ~10 m (třída 2)    | ~100 m (třída 3)                |
| Frekvence                     | 13,56 MHz          | 2,4-2,5 GHz        | 2,4-2,5 GHz                     |
| Rychlost přenosu              | 424 kbit/s         | 2,1 Mbit/s         | ~200 kbit/s                     |
| Čas pro sestavení přenosu     | < 0,1 s            | < 6 s              | < 1 s                           |
| Spotřeba energie              | < 15 mA (čtení)    | závislé na třídě   | < 15 mA (střed)                 |

NFC a Bluetooth jsou rádiové technologie krátkého dosahu. Podle technických detailů uvedených níže NFC operuje na nižších přenosových rychlostech, nicméně potřebuje ke svému provozu výrazně méně energie a nepotřebuje párování.
Konfigurace NFC je výrazně rychlejší ve srovnání se standardním Bluetooth, ale nikoliv ve srovnání s Bluetooth Low Energy. Namísto manuální konfigurace pro identifikace zařízení je spojení mezi dvěma zařízeními provedeno automaticky, a to za méně než 1/10 sekundy. Maximální přenosové rychlosti NFC (424 kbit/s) jsou nižší, než u standardu Bluetooth V2.1 (2.1 Mbit/s). Maximální dosah menší než 20 cm u této technologie výrazně redukuje možnosti okolních zařízení zachytávat provoz, jelikož musí být ve velmi blízkém dosahu zařízení, u nějž chcete odchytávat provoz.
Ve srovnání s Bluetooth, je NFC kompatibilní s existující pasivní RFID infrastrukturou (13.56 MHz, ISO/IEC 18000-3). Požadavky na napájení jsou výrazně nižší, nebo podobné s Bluetooth Low Energy v4.0 protokolem. V některých případech mohou být ale požadavky na napájení zařízení vyšší, než u Bluetooth V4.0 Low Energy protokolu, a to v případech komunikace s pasivním, nenapájeným zařízením (vypnutý telefon, bezkontaktní čipové karty, smart postery), které je potřeba napájet ze zařízení iniciujícího komunikaci.

## Normy NFC a jejich tvůrci

### Normy
NFC bylo schváleno jako norma ISO/IEC 8. prosince roku 2003 a později jako norma ECMA.
NFC je otevřená platforma technologií standardizovaná v ECMA-340 a ISO/IEC 18092. Tyto normy specifikují modulační schémata, kódování, přenosové rychlosti, formáty rámců na rozhraní NFC zařízení, ale také i inicializační schémata a podmínky vyžadované pro řízení kolizí během inicializace během obou, pasivních a aktivních režimů. Mimoto také definuje transportní protokol, který zahrnuje aktivaci protokolu a metody pro přenos dat.
Rádiové rozhraní pro NFC je definováno ve dvou normách:
- ISO/IEC 18092 / ECMA-340: Near Field Communication Interface and Protocol-1 (NFCIP-1)[28]
- ISO/IEC 21481 / ECMA-352: Near Field Communication Interface and Protocol-2 (NFCIP-2)[29]
- Systém NFC obsahuje řadu stávajících norem (standardů) včetně ISO/IEC 14443 obou typů (typ A a typ B, a FeliCa). Telefony podporující NFC pracují minimálně s existujícími čtečkami. Obzvláště v režimu "card emulation" by mělo NFC zařízení vysílat, a to alespoň své unikátní identifikační číslo do čtečky.
- Kromě toho definovalo NFC Forum datový formát pod názvem NFC Data Exchange Format (NDEF), který může být použit k ukládání a transportu různých typů objektů, od MIME-type objektů po ultra krátké RTD-dokumenty,[30] jako jsou URLs.
- NFC Forum dodalo specifikaci protokolu Simple NDEF Exchange Protocol pro umožnění příjmu a vysílání zpráv mezi dvěma aktivními NFC zařízeními [31]

### GSMA
Asociace světového systému pro mobilní komunikaci (Global System for Mobile Communications, GSMA) je globální oborovou organizací zahrnující téměř 800 mobilních operátorů a přes 200 firem poskytujících produkty a služby ve 219 zemích. Mnoho členů této asociace vyzkoušelo technologii NFC po celém světě. Tyto zkušenosti jim umožnily komerční spuštění služeb založených na NFC.
GSMA je zapojeno v několika iniciativách souvisejících s NFC:
- Vývoj standardů, certifikací a jejich testování k zajištění vzájemné součinnosti NFC služeb.[32]
- Iniciativa Pay-Buy-Mobile definuje obecný přístup NFC technologie k mobilním zařízením s platebními a bezkontaktními systémy.[33][34]
- Po dvou letech diskusí, 17. listopadu 2010, operátoři AT&T, Verizon a T-Mobile spustili společný podnik k vývoji jediné platformy založené na specifikacích NFC, která může být užita jejich zákazníky k realizaci mobilních plateb. Nový podnik, pod názvem ISIS, byl navržen k rychlému a plošnému nasazení NFC technologie k realizaci plateb za jízdné u dopravců v celých Spojených státech. Funkcionalita by v této implementaci měla být shodná s platebními, bezkontaktními kartami použitými v současné době.

### StoLPaN
StoLPaN ('Store Logistics and Payment with NFC') je celoevropské konsorcium podporované Evropskou komisí, a to konkrétně programem Technika informační společnosti IST (Information Society Technologies) nadnárodního projektu FP6 a zkoumá dosud nevyužitý potenciál této technologie ve vztahu k mobilní komunikaci.

### NFC Forum
NFC Forum je nezisková organizace, která byla založena za účelem zkonsolidovat rádiové technologie krátkého dosahu do jednoho funkčního celku, NFC, se záměrem protlačit tuto technologii na veškeré možné trhy. Jedná se o uskupení, které specifikuje NFC standardy postavené na ISO/IEC standardech.
V tomto uskupení jsou zahrnuty firmy, jež udávají směr vývoje v mobilních, informačních a platebních technologiích. Bylo založeno v roce 2004 firmami, mezi nimiž byla firma Nokia, Philips a Sony. S postupem času počet členů NFC fóra roste a nyní již čítá přes 170 členů. Jedná se o výrobce hardwaru, softwaru a finanční instituce.
Mezi hlavní záměry organizace NFC Forum patří:
- Vývoj NFC standardů, které jsou navrhovány tak, aby neporušovaly architekturu NFC a definují parametry pro vzájemnou kooperaci protokolů a zařízení,
- kontrola, zdali zařízení NFC fungují podle specifikací NFC fóra,
- rozvoj produktů pro podporu NFC,
- rozšiřování povědomí o NFC mezi firmami a zákazníky.

### Java Community Process
Java Community Process (JCP) je proces, program či mechanismus, který zaštituje vývoj standardů, specifikací a nových API pro platformu jazyka Java. Účastnit se vývoje a poskytování zpětné vazby pro požadavky na změnu Java specifikací (Java Specification Requests, zkratka JSR) může kdokoliv. JCP tímto způsobem přijalo dvě důležitá API specifikace pro mobilní telefony podporující NFC technologii, a to konkrétně Contactless Communications API (JSR257) a Secure and Trust Service API (JSR177).

### Alternativní implementace NFC
Absence vestavěných NFC čipů v mobilních telefonech nebrání ve využití NFC technologie. Pro tyto případy byly vyvinuty karty microSD a UICC SIM, které obsahují bezkontaktní smartcard čipy s rozhraním podle normy ISO14443 s vestavěnou anténou nebo bez ní. Tyto implementace v podobě SIM karet a karet microSD umožňují nasazení této technologie na současná zařízení, což umožňuje realizaci NFC služeb i na přístrojích, u nichž s tímto využitím nebylo počítáno. Výhodou tohoto přístupu je jak zlevnění, tak i zkrácení doby globálního nasazení bezkontaktních služeb na stávající trh.

### Ostatní spolutvůrci norem NFC
Ostatní standardizační subjekty a projekty zainteresované ve vývoji NFC zahrnují:
- ETSI / SCP (Smart Card Platform) ke specifikaci rozhraní mezi SIM kartou a čipovou sadou NFC.
- GlobalPlatform ke specifikaci multi-aplikační architektury secure elementu.
- EMVCo pro zajištění interoperability čipových platebních karet s NFC zařízeními, testování a schvalování nových platebních NFC technologií vůči EMV standardům.

## Bezpečnostní aspekty
Ačkoliv může být krátký dosah NFC technologie brán za jeden z bezpečnostních aspektů, tak NFC samotné nezabezpečuje komunikaci. V roce 2006 Ernst Haselsteiner a Klemens Breitfuß popsali různé typy útoků a ukázali, jak využít odolnost NFC vůči útokům typu Man-in-the-middle k získání specifického klíče. Tato technika není součástí ISO standardu, NFC nenabízí nějakou ochranu proti odposlechu a může být proto zranitelné vůči modifikaci dat. Zranitelnost může trvat roky.
Aplikace využívající NFC proto musí použít kryptografické protokoly vyšších vrstev (např. SSL) k vytvoření zabezpečeného kanálu. Zajištění bezpečnosti přenášených dat pomocí technologie NFC proto vyžaduje spolupráci na více úrovních:
- výrobci hardware, kteří budou chtít zabezpečit NFC zařízení silnou kryptografií a autentizačními protokoly;
- zákazníci, kteří budou chtít zabezpečit jejich zařízení a data různými typy zámků, hesly či antiviry;
- výrobci softwaru a subjekty poskytující bezkontaktní transakce, kteří budou chtít zabezpečit své systémy proti spywaru a malwaru před nákazou systémů.

Útoky mohou být různého typu:
- Odposlech - Pomocí antén můžeme odposlechnout radiofrekvenční signál vysílaný zařízeními. Vzdálenost, z níž je schopen útočník odposlechnout signál, závisí na několika parametrech, a to především na použitém komunikačním režimu, kde u pasivních zařízení, které negenerují své elektromagnetické pole, je odposlech výrazně náročnější. Naopak je tomu u aktivních zařízení, kde odposlech můžeme realizovat i ze vzdálenosti několika metrů (sic jde o opravdu krátké vzdálenosti).
- Modifikace dat - Je relativně jednoduché narušovat přenášená data pomocí RFID rušičky. Neexistuje zatím žádná možnost, jak zabránit takovému typu útoku. Detekce takového útoku je ale možná, jelikož NFC zařízení během přenosu kontrolují své okolní elektromagnetické pole. Výrazně obtížnější úlohou je modifikace dat takovým způsobem, aby se zdála veškerá komunikace uživatelům jako nenarušená, validní. K modifikaci přenášených dat musí útočník modifikovat jednotlivé bity radiofrekvenčního signálu. Proveditelnost takového útoku (tj. jestliže je možné změnit hodnotu bitu signálu z 0 na 1 nebo naopak) se vztahuje k hloubce amplitudové modulace. Jestliže jsou data přenesena modifikovaným Millerovým kódováním a hloubka modulace byla 100%, pak pouze některé bity mohou být modifikovány. 100% hloubka modulace nám umožňuje eliminovat pauzy v radiofrekvenčním signálu, ale neumožňuje generovat pauzy, kde pauzy nebyly. Proto pouze bity 1 následované bitem 1 mohou být změněny. Přenosem dat zakódovaných pomocí kódování Manchester s hloubkou modulace 10 % umožňujeme útočníkovi modifikovat data ve všech bitech signálu.
- Přepojovaný útok - Přepojované útoky jsou možné i na NFC zařízeních, jelikož tato technologie zahrnuje protokoly ISO/IEC 14443, které jsou na tyto útoky náchylné. V tomto typu útoku musí útočník přeposílat požadavky čtečky k oběti a poté vracet tyto odpovědi v reálném čase zpět, aby mohl úspěšně předstírat, že je čipová Smart karta oběti. Tyto útoky jsou podobné útokům Man-in-the-Middle. Ukázkové zdrojové kódy knihovny libnfc demonstrují přepojovaný útok Archivováno 25. 1. 2013 na Wayback Machine. s použitím dvou běžně dostupných NFC zařízení. Tento způsob útoku byl také předveden na dvou běžných telefonech podporujících NFC.[38]
- Ztráta majetku - Ztráta NFC RFID karty umožní nálezci pracovat s telefonem obvykle jako s jednofaktorovou autentizační entitou. Mobilní telefony chráněné PIN kódem jsou zařízení s jednofaktorovou autentizací. Možnost jak zabránit zneužití dat při ztrátě zařízení je možnost rozšířit tento typ zabezpečení o další nezávislý bezdrátový autentizační faktor, tj. další typ autentizace.
- Přerušení spojení - Otevřené spojení k zabezpečeným funkcím NFC, nebo jejich datům, je chráněno intervalem, jehož kanál se uzavírá tehdy, jestliže na něm není aktivita. Útoky však mohou nastat v případech, kdy zařízení, opouštějící kanál, jej neuzavře a tak potenciální útočník může navázat z původního umístění zařízení. Další autentizační faktor by takovým případům mohl zabránit.